# Kuropatnicki Hrabia

Herb

Kuropatnicki Hrabia − polski herb szlachecki, hrabiowska odmiana herbu Nieczuja.

## Opis herbu
Opis z wykorzystaniem klasycznych zasad blazonowania:
W polu czerwonym ostrzew naturalna, o trzech sękach z prawej i dwóch z lewej, w którą wbity krzyż srebrny. Nad tarczą korona hrabiowska, dziewięciopałkowa, a nad nią hełm w koronie, z której klejnot: godło między skrzydłami orlimi czarnymi. Labry: czerwone, podbite srebrem.

## Najwcześniejsze wzmianki
Nadany w Galicji 10 marca 1779 z predykatem hoch- und wohlgeboren (wysoko urodzony i wielmożny) Ewarystowi Andrzejowi Kuropatnickiemu. Tytuł został nadany na podstawie patentu z 1775, posiadania Orderu św. Stanisława, tytułu kasztelana bełzkiego oraz przeprowadzonej legitymacji szlachectwa.

## Herbowni
Jedna rodzina herbownych:
graf Kuropatnicki von Kuropatniki.